# جون كارلسون (ممثلة)
جون كارلسون (بالإنجليزية: June Carlson)‏ هي ممثلة أمريكية، ولدت في 16 أبريل 1924 بلوس أنجلوس في الولايات المتحدة، وتوفيت في 9 ديسمبر 1996 بسان كليمينتي في الولايات المتحدة بسبب أم الدم.

## وصلات خارجية
- جون كارلسون على موقع IMDb (الإنجليزية)
- جون كارلسون على موقع أول موفي (الإنجليزية)
- جون كارلسون على موقع قاعدة بيانات الفيلم (الإنجليزية)
- جون كارلسون على موقع كينوبويسك (الروسية)